# Lygniodes endochrysa
Lygniodes endochrysa là một loài bướm đêm trong họ Erebidae.